# Gunter Spraul

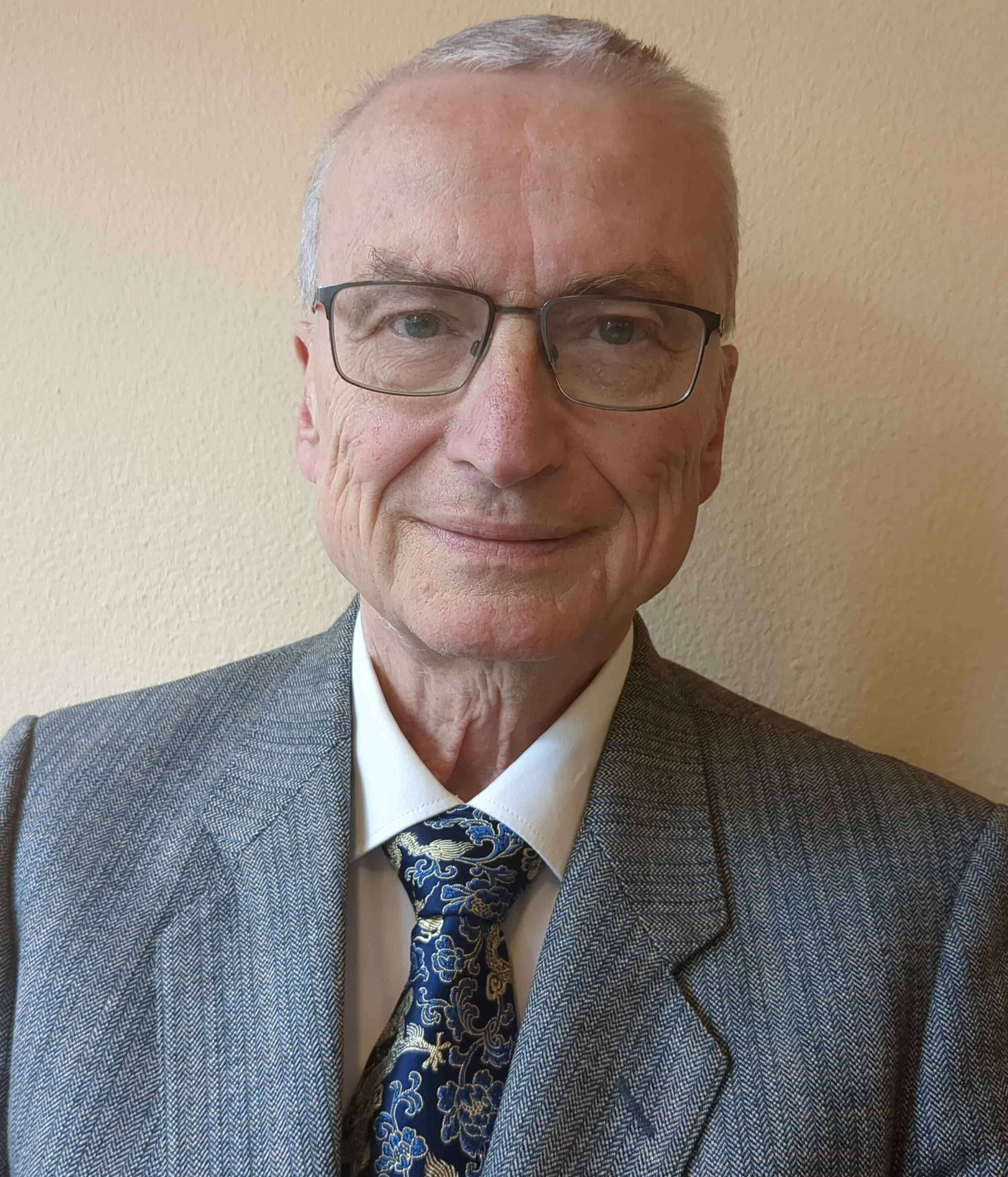
Gunter Spraul 2024

Gunter Leopold Spraul (* 1944) ist ein deutscher Lehrer und Historiker.

## Leben
Nach dem Abitur 1964 diente Spraul von 1964 bis 1966 bei der Bundeswehr und schied als Oberleutnant der Reserve aus. In Heidelberg studierte er Geschichte, Politische Wissenschaften und Slavistik. Nach seiner Referendarausbildung unterrichtete von 1975 bis 2008 in Pirmasens am Hugo-Ball-Gymnasium.
2005 überließ er den Rest des schriftlichen Nachlasses von Ernst Krieck dem Landesarchiv von Baden-Württemberg.
Er veröffentlichte Tagebücher und Aufzeichnungen seines Onkels Leopold Schuhmacher, dem 1. Wachoffizier des U-Boots U 156 im Zweiten Weltkrieg.

## Veröffentlichungen
- Der "Völkermord" an den Herero : Untersuchungen zu einer neuen Kontinuitätsthese., in: Geschichte in Wissenschaft und Unterricht, 1988, v.39, nr. 12, p. 713–739.
- Vom Fähnlein zur Fahne in den Tod. Tagebücher und Aufzeichnungen des Leopold Schuhmacher (+1943) Oberleutnant zur See, Projekte-Verlag Cornelius, Halle 2008, ISBN 978-3-86634-502-7.
- Der Fischer-Komplex, Projekte-Verlag Cornelius, Halle 2011, ISBN 978-3-86237-683-4.
- Der Franktireurkrieg 1914. Untersuchungen zum Verfall einer Wissenschaft und zum Umgang mit nationalen Mythen, Frank & Timme, Berlin 2016, ISBN 978-3-7329-0242-2.
- Franz Müller: Ein Gebirgsartillerist (1. Geb.-Div.) an der Front und in Gefangenschaft 1939-1950 : Tagebuchaufzeichnungen und Notizen aus Polen, Russland und vom Balkan. (Herausgegeben und kommentiert von Gunter Spraul). Frank & Timme, Berlin 2019, ISBN 978-3-7329-0565-2.
- Das Josif-Wolozki-Kloster bei Wolokolamsk 1941/1989: Versöhnungswerk im Zwielicht: Ein Dokumentarbericht., Frank & Timme, Berlin 2022, ISBN 978-3-7329-0869-1.